# Torsten Knabel
Torsten Knabel (* 6. Mai 1980 in Steyr) ist ein ehemaliger österreichischer Fußballspieler.

## Karriere
Knabel spielte zu Beginn seiner Karriere beim SC Kronstorf und der Union St. Florian, ehe er 2001 zum ASKÖ Pasching in die Erste Division kam. Vor seinem Start in den Profifußball hatte der gelernte Elektroinstallateur von 1996 bis 2001 bei der S & L Elektro GmbH in Hargelsberg gearbeitet.
Mit den Oberösterreichern gelang 2002 der Aufstieg in die Bundesliga, wo sich der Abwehrspieler etablieren konnte.
2005 wechselte er zum Ligakonkurrenten FC Wacker Tirol, wo er 2008 allerdings den Klassenerhalt verpasste. Torsten Knabel ging daraufhin zum SV Grödig in die Erste Liga.
Im Juli 2009 unterschrieb Torsten Knabel beim zu diesem Zeitpunkt in der drittklassigen Regionalliga Mitte beheimateten FC Blau-Weiß Linz. Diesen Verein, mit dem er 2011 in die Erste Liga aufstieg, verließ Knabel in der Winterpause der Saison 2012/13, um drei Spielklassen tiefer den ATSV Stadl-Paura in der Landesliga West zu verstärken. Nach nur einer Spielzeit schloss er sich dem ASK St. Valentin an und beendete dort nach abermals nur einer Saison seine Karriere als Fußballspieler.
Nachdem sich seine Karriere als Fußballprofi dem Ende zuneigte, wurde Knabel im Jahr 2010 bei der Ricoh Austria GmbH in Linz als Business Consultant tätig. Diesen Beruf übte er bis zum Sommer 2011 aus und wurde dann beim ebenfalls in Linz ansässigen Karriereportal karriere.at als Account Manager tätig. Nach knapp drei Jahren in dieser Position wurde er innerhalb des Unternehmens zum Sales Manager umfunktioniert und war abermals knapp drei Jahre in dieser Position tätig. Im Frühjahr 2017 wechselte er als Senior Sales Manager zur eRecruiter GmbH, ebenfalls aus Linz. Ebendieses Unternehmen ging wiederum drei Jahre später eine Kooperation mit karriere.at ein. Nach fast vier Jahren bei eRecruiter übernahm Knabel Anfang des Jahres 2021 eine Stelle als Sales Consultant beim Full-Service-Provider tts mit Hauptfirmensitz in Wien.